# 安子文
安子文（1909年9月25日—1980年6月25日），原名安志瀚，字浩然，男，汉族，陕西子洲人，中国共产党和中华人民共和国政治人物。
曾经擔任中共中央組織部部長、中央人民政府人事部部長、中共中央紀律檢查委員會副書記、中共中央委員、全国人大常委、全國政協常委等職務。他撰寫了《培養革命接班人是黨的一項戰略任務》。

## 生平
1909年9月，出生於陝西省子洲县双湖峪镇。1925年6月，加入中國共產主義青年團。1926年参加李大钊等人领导的三·一八游行示威，被北洋军阀政府卫队开枪打伤，被高中开除。1927年12月轉為中國共產黨黨員。後来參與中國抗日戰爭、國共內戰。1931年3月，被國民政府某檢警單位所逮捕，後被关押于北平草岚子监狱，1936年获释。
1949年被任命為中央人民政府人事部部長，当選為全國政協常委，兼任中共中央組織部副部長。11月被任命為中共中央紀律檢查委員會副書記。1956年9月在中國共產黨第八次全國代表大會上，當選為中共中央委員，11月被任命為中共中央組織部部長。1966年文化大革命爆發，中共中央組織部受到衝擊，安子文被免职。1968年1月，因为“六十一人叛徒集团案”，安子文被捕入獄，門牙都被打落。1975年5月，被下放到安徽淮南。1978年12月，獲得平反。1979年1月出任中共中央黨校副校長、全国人大常委会法制委员会副主任，9月在中共十一届四中全会上被增選中共中央委員。1980年6月25日，安子文因病在北京逝世，享年71岁。

## 家族
- 与夫人刘竞雄共育有一女二子：
  - 安黎是长女，曾任厦门市副市长、中国华轻实业公司总经理。前夫為胡耀邦之子胡德平，兩人有一子一女，女儿胡知鸷现任瑞信中国区总裁。
  - 安民是原商务部副部长，现任海协会副会长。
  - 安国是国家审计署党组成员、纪检组长。
- 二弟之子安鲛驹，曾任中国人民武装警察部队副司令员。
- 三弟安志文，国家计委前副主任[1]。